# 少年タカトシ
『少年タカトシ』（しょうねんタカトシ）は、2009年1月10日から9月26日までBSジャパンで放送されていたバラエティ番組。

## 出演者
- タカアンドトシ
- 繁田美貴（テレビ東京アナウンサー）

### タカ軍団
- 昼メシくん
- おにぎり
- グリーンランド
- 高森（現：初恋たろう）（初恋タロー）
- 中本（ツーナッカン）
- 一木（現：イチキップリン）（ハンマミーヤ）
- 江崎（ゆったり感） - タカ軍団結成後、人気が出たため、計2回しか番組に参加できなかった
- インポッシブル
- レイザーラモンRG - （後述）
- おたこぷー（プー&ムー） - 2009年6月6日放送回にて加入

## 概要
- タカアンドトシの二人自らが提案したやりたいこと・行きたい場所に出向いて、その模様を放送するロケ番組。
- 番組第一回では事前連絡のないまま、新番組の開始を伝えると同時に収録を始めたり、「予算がない」との名目でタカトシに自腹を切らせる（入場料など）など自由なコンセプトで製作されている。
- 回によって急にゲストが出演することがある。また、タカ軍団や繁田らは企画内容やスケジュールの都合で欠席することがある。
- 開始当初は土曜24時（日曜日未明）からだったが、2009年4月から30分早く23時30分開始となった。

## 主な放送内容
- ロケ企画
開始当初のメイン企画。タカトシやタカ軍団のメンバーが行きたい所を自由に散策する。上記の通りロケ中に入場料などの経費は出演者が自腹を切ることもある。

- タカ軍団関連企画
2009年2月7日の放送でタカが自らの軍団を作りたいと提案したことがきっかけで結成。番組内でオーディションを行い控え室での様子、自己アピール、ネタ披露などを経て選ばれた。
基本的に回によって出演する芸人は異なるが、タカの誕生パーティなど全員が参加する場合もある。

- 番組○○製作
番組の制作費や知名度を上げるためなどの名目で、番組グッズ、CM、公式サイトのコンテンツなどを考える。CMを製作した際は番組のケータイサイトで視聴者投票が行なわれた。

- 番組ライブ
2009年6月にルミネtheよしもとで行われた『少年タカトシライブ』の模様を放送。

| 回 | 放送日        | サブタイトル                                  | 内容 |
| -- | ------------- | --------------------------------------------- | --- |
| 1  | 2009年1月11日 | 東京タワー見学                                | 訳も分からず新番組スタート 突然の告知にタカトシあ然！？ 番組タイトルを考える |
| 2  | 2009年1月18日 | 東京タワー見学2                               | 地上150mで大ゲンカ！？ 大興奮の恋愛・結婚占い |
| 3  | 2009年1月25日 | 東京タワー見学3                               | 東京タワーでパンダに！ 驚きのギネス世界博物館！ |
| 4  | 2009年2月1日  | 東京タワー見学ファイナル                      | トシ想い出のパンダに再会！ |
| 5  | 2009年2月8日  | タカVSトシ ゴルフ対決！                       | タカVSトシ ゴルフ対決 タカ奇跡のドライバーショット |
| 6  | 2009年2月15日 | タカ軍団オーディション開催1                   | 人間性テスト 楽屋の行動を観察 |
| 7  | 2009年2月22日 | タカ軍団オーディション2                       | 集団面接 質問&ネタ披露 |
| 8  | 2009年3月1日  | タカ軍団オーディション3                       | 集団面接 最後のアピール 合格者発表 |
| 9  | 2009年3月8日  | タカ軍団オーディション ファイナル             | ムダ芸披露 第3次審査 個人面接 不合格者RGが猛抗議！ 正式メンバー発表 祝タカ軍団決起集会                                                                                                   |
| 10 | 2009年3月15日 | タカ軍団 餃子パーティー                       | オススメ餃子で団長接待 タカ軍団で餃子パーティー タカ団長をより深く知れ 超難問タカカルトQ開催                                                                                             |
| 11 | 2009年3月22日 | タカ軍団 番組グッズ プレゼン                  | 大ヒットするような番組グッズを考えよう！ |
| 12 | 2009年3月29日 | タカ軍団 番組イベント プレゼン                | お客さんが集まるような番組イベントを考えよう！ |
| 13 | 2009年4月4日  | 桜満開！ タカトシ春のトークSP                 | トークdeお散歩 初恋タロー高森×タカアンドトシ インポッシブル×タカアンドトシ 昼メシくん×タカアンドトシ おにぎり&ハンマミーヤ一木×タカアンドトシ                                            |
| 14 | 2009年4月11日 | タカ誕生日サプライズパーティー                | 4月3日タカ33歳 誕生日プロジェクト！ タカのプライベート誕生会に潜入！！ |
| 15 | 2009年4月18日 | もしかして中井ツアー                          | 新宿 中井の街を探索 |
| 16 | 2009年4月25日 | もしかして中井ツアー2                         | タカトシが恋愛をサポート |
| 17 | 2009年5月2日  | 「少年タカトシ」のCMを作ろう！ 1              | |
| 18 | 2009年5月9日  | 「少年タカトシ」のCMを作ろう！ 2              | |
| 19 | 2009年5月16日 | タカアンドトシ&フッキー 7番勝負！             | タカ軍団おにぎり持ち込み企画 ジャージ早着替え対決 古今東西ゲーム 鼻こより対決 ピンポン玉動体視力対決 梅干しどっち？対決                                                                  |
| 20 | 2009年5月23日 | 「少年タカトシ」のCMを作ろう！ ファイナル     | 投票結果発表！！ |
| 21 | 2009年5月30日 | 携帯コンテンツ収録大会                        | またまた番組の危機！ 着ボイス・待ち受け画像を考察！ ダウンロードしてもらえるような携帯コンテンツを産み出そう！                                                                           |
| 22 | 2009年6月6日  | 一騎当千！ 縦横無尽！ タカ軍団壊滅の危機！？  | タカ軍団に「伝説の芸人」降臨！ 伝説芸人おたこぷー タカ軍団入団テスト |
| 23 | 2009年6月13日 | 30分一本釣り大会！                            | 釣果 繁田0匹 タカ0匹 トシ0匹 |
| 24 | 2009年6月20日 | やっちゃダメダービー！                        | 抜き打ち素行調査でダメ芸人を予想！ |
| 25 | 2009年6月27日 | タカ軍団カルトQ                               | 軍団員の事がよくわかるタカ軍団カルトQ |
| 26 | 2009年7月4日  | 少年タカトシライブ2009 初夏                   | 学生時代イケメンGP |
| 27 | 2009年7月11日 | 少年タカトシライブ2009 初夏 2                 | NON STYLE オリエンタルラジオが登場 トシカルトQ |
| 28 | 2009年7月18日 | 少年タカトシライブ2009 初夏 3                 | タカ軍団VSトシ軍団 ついに決着！！ ダンスバトル オリジナル芸バトル 電話がつながるか対決！                                                                                                 |
| 29 | 2009年7月25日 | 少年タカトシLIVE2009 初夏 大反省会！          | 打ち上げがまさかの大反省会に！！ 丸坊主になるのは一体 誰！ |
| 30 | 2009年8月1日  | トシカルトQ完全版                             | トシ宅にタカがガチ訪問！ トシ家 ガチ訪問クイズ トシへ誕生日ケーキのサプライス もう一つのトシカルトQ 辛かった上京を語る                                                                   |
| 31 | 2009年8月8日  | 夏一番の思い出Song ナツイチ                   | インポッシブル 純恋歌（湘南乃風） ハンマミーヤ一木 カブトムシ (aiko) グリーンランド 夏の日の1993 (class) おにぎり TSUNAMI（サザンオールスターズ） 昼メシくん 壊れかけのRadio（徳永英明） |
| 32 | 2009年8月15日 | タカのスポーツ番長 野球編                     | 少年野球チーム 要ホープスと試合 |
| 33 | 2009年8月22日 | タカのスポーツ番長 野球編 後半                | 4対7でチームタカトシ初勝利 |
| 34 | 2009年8月29日 | 少年タカトシ恒例 怪談大会！                   | 少年タカトシ怪談MVP おたこぷー |
| 35 | 2009年9月5日  | 少年タカトシ恒例 カレー大会！                 | 恒例カレー大会 美味しさ&調理中のオモシロさで勝負！ |
| 36 | 2009年9月12日 | 少年タカトシ恒例 カレー大会 後編              | タカ軍団がチーム対抗でオリジナルカレー勝負！ |
| 37 | 2009年9月19日 | 残暑のトーク祭り                              | グリーンランド×タカアンドトシ おたこぷー×タカアンドトシ レイザーラモンRG×タカアンドトシ                                                                                                  |
| 38 | 2009年9月26日 | 押しかけ番組PR&「少年タカトシ」カルトQ 最終回 | 番組PR大作戦 タカトシが軍団員にメッセージ |

## 備考
- BSデジタル放送のバラエティー番組では珍しい4:3の標準画質放送のため「Take it easy,TAKA and TOSHI」書かれたサイドパネルにそれぞれ貼られている。しかし、CMは4:3を16:9に引き伸ばした形式になっている。
- 2009年1月10日〜31日放送の「東京タワー見学」ではタカが『お試しかっ!』（テレビ朝日）収録中での負傷が完治してない影響から、車椅子に乗っているシーンがあった。
- また、同年1月24日の放送で出てきたギネス世界記録博物館では、都合によりタイガー・ウッズ人形の顔部分にモザイクがかけられた。
- 2009年2月14日放送の「タカ軍団オーディション・1」では仕事の都合でタカ軍団のオーディションに出られなかったオリエンタルラジオ・藤森慎吾、はんにゃ・川島、フルーツポンチ・亘などの志望理由が紹介された。
- レイザーラモンRGはタカ軍団オーディションの一次審査で落選したが、最終審査会場に突如乱入し、そのまま最終審査を受け、合格し、タカ軍団入りを果たした。
- 2009年4月11日放送の「タカ誕生日サプライズパーティー」では、繁田アナが欠席しトシもVTRのみでの出演となった。
- 2009年5月9日放送の「CM作ろう・2」では番組CM候補の収録としてノブ&フッキーが出演。翌5月16日の放送ではそのままの流れでタカトシとの7番勝負を行なった。
- S-1バトルに2009年6月配信でエントリーされたタカアンドトシのネタ動画「はね-1グランプリ」で、タカトシと共にタカ軍団の芸人達が出演した。
- 2009年6月に行われ、その後6〜7月に番組内で放送された『少年タカトシライブ』では、タカ軍団に対抗してNON STYLE、オリエンタルラジオをメンバーに率いて「トシ軍団」が結成された。
- 2009年9月26日に半年後に番組が復活する可能性があることを示唆した上で突如最終回を迎える。

## DVD
- 少年タカトシ （2009.11.18発売） よしもとアール・アンド・シー
なお、このDVDのパッケージには、繁田がタカ軍団のメンバーとして記載されている。

## スタッフ
- 構成：はしもとこうじ、玉置高幸、宇田川岳史
- ナレーター：繁田美貴（テレビ東京アナウンサー）
- カメラ：川崎圭一郎
- 音声：吉永茂生
- 技術協力：Trash、麻布プラザ
- 音響効果：玉置裕介
- 編集：佐々木智司
- MA：植木俊彦
- AP：上妻正純
- ディレクター：阿部和孝
- 演出：鈴木剛
- プロデューサー：小高亮、内田弦
- 協力：BEEPS
- 制作協力：吉本興業
- 制作：BSジャパン、テレビ東京

## 音楽
オープニング曲
- LINDBERG『LITTLE WING』

エンディング曲
- ZEPPET STORE『もっともっと』（第1回〜第13回）
- RCサクセション『ドカドカうるさいR&Rバンド』（第18回）